# Ginban Kaleidoscope
Ginban Kaleidoscope (銀盤カレイドスコープ, Ginban Kareidosukōpu) est un manga de Rei Kaibara, aussi adapté en série anime en 2005.

## Synopsis
Sakurano Tazusa est une championne de patinage artistique. Pendant une prestation, elle rate sa figure et tombe. Au même moment, l'aviateur Pete Pumps loupe sa figure acrobatique et se scratche. Arrivé au Paradis, il apprend qu'il n'y a plus de place. Il va devoir attendre 100 jours. En attendant, il doit hanter Tazusa, ce qu'il ne lui plaît pas…

### Personnages
- Tazusa Sakurano est une championne de patinage artistique, et elle est un peu snob. Le fantôme de Pete Pumps la hante, un aviateur qui est justement, passionné d'aviation. Il se révèle très sympathique et il déteste les tomates.
- L'entraîneur Yûji Takashima est le coach de Tazusa, elle vit chez lui. Il n'a peu de contrôle sur ce que fait sa protégée.
- Yoko est la petite sœur de Tazusa.
- Kazuya Nitta est un journaliste indépendant qui, contrairement aux autres, s'intéresse à Tazusa pour ses performances.
- Kyôko Shitô est une championne de patinage artistique rivale de Tazusa. À l'inverse de celle-ci, qui a mauvais caractère, elle est adorée par l'opinion

publique. Elle ne semble pas au courant des sentiments que Kazuya lui porte.
- Mishiro est une membre de la Fédération Japonaise de Patinage, et Tazusa la déteste. Elle surnommé Tazusa de "statue de boudha"

### Génériques & Endings
- Opening : Dual de YeLLOW Generation
- Ending : energy de Marina Inoue